# Rod Serling
Rod Serling, né le 25 décembre 1924 à Syracuse (New York) et mort le 28 juin 1975 à Rochester (New York), est un scénariste américain. Il est notamment connu comme étant le créateur de la série télévisée La Quatrième Dimension.

## Biographie

### Débuts
Boxeur amateur dans sa jeunesse, puis parachutiste dans l'armée américaine lors de la Seconde Guerre mondiale, participant à de très durs engagements dans le Pacifique dont la libération de Manille, décoré de la Bronze Star et de la Purple Heart, Rod Serling se lance dans l'écriture de scénarios dès la fin du conflit militaire en 1946 afin de tenter d'oublier les cauchemars et flashbacks, traumatismes issus de son vécu en zones de combat, qui le hanteront jusqu'à la fin de sa vie.
Parallèlement à ses études en littérature à l'Antioch College de Yellow Springs (Ohio), il remporte, en 1949, le second prix d'un concours organisé par l'émission de radio Dr. Christian. Après avoir écrit de nombreux scripts pour la télévision à partir de 1951, il obtient finalement un Emmy Award en 1955 pour un épisode de la série Kraft Television Theatre (en) intitulé Patterns. Il remportera à nouveau cette récompense l'année suivante avec un épisode de la série Playhouse 90 intitulé Requiem for a Heavyweight puis avec le téléfilm The Comedian en 1957.

### Consécration
Face à la censure qui l'empêche d'aborder des thèmes politiquement controversés comme le racisme, Rod Serling choisit d'utiliser la science-fiction et le fantastique comme moyens de réaliser une critique de la société américaine.

### La Quatrième Dimension
C'est ainsi que naît la série La Quatrième Dimension (The Twilight Zone), qui comporte 156 épisodes diffusés de fin 1959 à 1964 aux États-Unis et pour laquelle Rod Serling remporte deux Emmy Awards du meilleur scénariste en 1960 et 1961 ainsi que trois Prix Hugo de la meilleure présentation dramatique en 1960, 1961 et 1962.
Cette série porte sa marque puisqu'en plus de l'avoir créée, il a écrit les scénarios de 92 épisodes. Après sa diffusion complète, la série est suivie par La Cinquième Dimension puis plus récemment par La Treizième Dimension qui en reprennent toutes deux le concept original.

### Night Gallery
En 1969, NBC diffuse un projet pilote de Serling pour une nouvelle série : Night Gallery. Prenant place dans un musée, le pilote montre Serling introduisant trois histoires fantastiques, à l'aide de trois peintures.
La série commence réellement à être diffusée à partir de décembre 1970, car la première saison avait été retardée. Elle reprend des thèmes plus proches du roman gothique et de l'occultisme que La Quatrième Dimension.
Serling a écrit environ un tiers des scénarios, mais s'était déchargé des nombreuses responsabilités qui lui pesaient, afin d'avoir un rôle plus créatif. À partir de la troisième saison, plusieurs de ses scénarios sont rejetés. La série s'arrête en 1973. Elle n'a pas été aussi populaire que La Quatrième Dimension, dont elle est parfois considérée comme une pâle copie.

### Dernières années
Rod Serling a également été coscénariste du film La Planète des singes de Franklin Schaffner sorti en 1968 et scénariste de Sept Jours en mai de John Frankenheimer. Il est l'auteur le plus récompensé dans l'histoire de la télévision aux États-Unis (avec notamment six Emmy Awards).
Gros fumeur (il fumait trois à quatre paquets de cigarettes par jour), souffrant depuis plusieurs années de problèmes cardiaques, Serling accepte la proposition de ses médecins de subir une intervention de chirurgie cardiaque courant juin 1975. L'intervention, d'une durée de dix heures, se déroule le 26 juin 1975, mais Rod Serling décède des suites de l'intervention le 28 juin 1975 laissant une veuve, Carol Serling (1929-2020), et deux filles, Jodi et Anne.

## Anecdotes
- Les producteurs de la série fantastique Médium ont acquis les droits d'images des interventions de Rod Serling dans la série La Quatrième Dimension (généralement au début des épisodes). Après modifications et montages, Rod Serling apparaît donc dans un épisode en trois dimensions de Médium et indique aux téléspectateurs comment utiliser les lunettes spéciales pour la 3D.
- Rod Serling ignorait que le titre original de La Quatrième Dimension, The Twilight Zone, est un terme qui en aéronautique désigne le moment durant lequel un pilote ne distingue plus l'horizon lors de la phase d'atterrissage.
- Le chanteur Michael Jackson a utilisé quelques mots enregistrés par Rod Serling issus de La Quatrième Dimension pour en faire un rap dans la chanson Threatened, présente sur l'album Invincible sorti le 30 octobre 2001.
- En 1994, Disney a ramené Rod Serling à la vie dans son attraction The Twilight Zone Tower of Terror. Il invite et accompagne les visiteurs à monter dans un ascenseur de service qui les mène directement dans... la Quatrième Dimension.
- Steven Spielberg, en 1969, réalisa un épisode de la série Night Gallery où il dirigeait Joan Crawford. Il décida quelques années plus tard, bénéficiant de sa notoriété, de réaliser un film sur la Quatrième Dimension (aidé par ses compères, John Landis, Joe Dante et George Miller).
- Dans le film Phantom of the Paradise de Brian De Palma sorti en 1974, Rod Serling est la voix-off lors de l'introduction du film présentant le personnage de Swan.

## Filmographie principale

### Scénariste et créateur
- 1959-1964 : La Quatrième Dimension (série télévisée)

### Scénariste
- 1956 : Le Supplice des aveux (The Rack) d'Arnold Laven
- 1962 : Requiem pour un champion (Requiem for a Heavyweight) de Ralph Nelson
- 1964 : Sept jours en mai de John Frankenheimer
- 1968 : La Planète des singes (Planet of the Apes) de Franklin J. Schaffner
- 1970-1973 : Night Gallery (série télévisée)
- 2000 : Une rencontre pour la vie (A Storm in Summer) de Robert Wise (téléfilm, scénario original de 1970)

## Distinctions

### Récompenses principales
- 1956 : Emmy Award du meilleur scénario pour l'épisode Patterns de la série Kraft Television Theatre
- 1957 : Emmy Award du meilleur scénario pour l'épisode Requiem for a Heavyweight de la série Playhouse 90
- 1957 : Peabody Award du meilleur scénario pour l'épisode Requiem for a Heavyweight de la série Playhouse 90
- 1958 : Emmy Award de la meilleure adaptation pour The Comedian
- 1960 : Emmy Award du meilleur scénario pour La Quatrième Dimension
- 1960 : Prix Hugo de la meilleure série pour La Quatrième Dimension
- 1961 : Emmy Award du meilleur scénario pour La Quatrième Dimension
- 1961 : Prix Hugo de la meilleure série pour La Quatrième Dimension
- 1962 : Prix Hugo de la meilleure série pour La Quatrième Dimension
- 1964 : Emmy Award de la meilleure adaptation pour l'épisode It's Mental Work de la série Bob Hope Presents the Chrysler Theatre

### Décorations
- Philippine Liberation Medal
- World War II Victory Medal
- Bronze Star Medal
- Purple Heart

## Sources
Documentaire : Lacy, Susan, Rod Serling : Submitted for Your Approval, 1995, 90 min, CBS (se trouve dans le coffret de l'intégrale de La Quatrième Dimension, saison 4, disque 3 en bonus)